# ArtTheaterGuild
ArtTheaterGuild（アートシアターギルド）は、日本のオルタナティヴ・ロック・バンド。

## 概要
2012年1月8日 伊藤のぞみと伊藤の地元の友人を中心に栃木にて結成。2015年秋に現メンバーである木村、浅井が加入。
2016年7月21日にリリースした「4AM MELLOW DIVERS」を、The pillowsの山中さわおがREMIXした4AM MELLOW DIVERS ＝the pillows 山中さわお Remix＝が発売される。
2018年10月17日にベルウッド・レコードより山中さわおプロデュースのもと初となる全国流通盤のミニアルバム『HAUGA』をリリースした。
2019年11月20日、2nd ミニアルバム『NO MARBLE』をリリース。翌年2020年2月16日、アルバムリリースパーティとして自身初となるワンマンライブである「ONE MAN SHOW」を下北沢BASEMENT BARで開催。
2021年11月18日に3rd EP「picnic」をライブ会場・オフィシャル通販サイトでリリースした。

## メンバー
伊藤のぞみ （いとうのぞみ）
ボーカル、ギター担当。ArtTheaterGuildのすべての楽曲の作詞・作曲を担当。
木村 祐介 （きむらゆうすけ）
ギター、コーラス担当。東京パピーズのサポートギターも務めた。
2020年にリリースされた山中さわおのソロ作品でギターを務め、「NONOCULAR VIOLET TOUR」に参加した。
浅井 萌 （あさいめぐむ）
ドラムス担当。Stomp talk modstoneでもドラムを務める。
ヒロ・ハミルトン
ベース担当。東京パピーズ、からくりごっこでベースを務める。
2022年2月27日に下北沢 BASEMENT BAR で行われた「picnic release Tour"GO TO NOWHERE"」 にてメンバー参加が発表された。

## 作品

### CD
|                               | リリース 規格品番     | タイトル                                           | 収録曲                                                                       |
| ----------------------------- | --------------------- | -------------------------------------------------- | ---------------------------------------------------------------------------- |
| INDIES 1st(新装版)            | 2016/09/27・ATG-0002  | 4AM MELLOW DIVERS ＝the pillows 山中さわお Remix＝ | 1. Gummo 2. 4AM Mellow Diver 3. Papermoon 4. dic tips                        |
| INDIES 2nd                    | 2017/08/02・ATG-0003  | Farafra                                            | 1. Headlong 2. Blue Foggy Weekend 3. Farafra 4. UNDERTALE                    |
| 1st                           | 2018/10/17・BZCS-1167 | HAUGA                                              | 1. Stamen 2. TOYRING 3. MADDERGOLD 4. 蝶の舌 5. HOMEALONE                    |
| 2nd                           | 2019/11/20 BZCS-1180  | NO MARBLE                                          | 1. Marbles 2. Birthday 3. 鉄紺と黄緑 4. HAND HILL'S 5. Peg-Leg Pistol 6. zoo |
| 3rd(ライブ会場・通販限定販売) | 2021/11/18・ATG-0005  | picnic                                             | 1. picnic 2. BUTTERCUP 3. LUNCHBOX 4. モウゼ                                 |

### ミュージックビデオ
| 楽曲           | 監督        |
| -------------- | ----------- |
| 『Stamen』     | 宮下太輔    |
| 『鉄紺と黄緑』 | アフガンRAY |
| 『Headlong』   | 伊藤彰浩    |